# Minnakht
Minnakht (prénom masculin de l'Égypte antique signifiant Min est fort est chef des scribes à Akhmin durant le règne d'Aÿ (XVIIIe dynastie).

## Sépulture
Sa tombe dans la nécropole thébaine porte le n° TT87.